# Larry Zerner
Lawrence J. Zerner (ur. 8 września 1963 w Hollywood w stanie Kalifornia, USA) – hollywoodzki prawnik oraz były aktor, znany bardziej jako Larry Zerner.
Popularność Amerykanina rozpoczęła się w 1982 roku, kiedy scenarzyści horroru Piątek, trzynastego III, Martin Kitrosser i Carol Watson, dostrzegli Larry'ego na ulicy, rozdającego bilety do kina. Stwierdziwszy, że chłopak doskonale nadaje się do odtworzenia roli w ich filmie, zaoferowali mu udział w projekcie. Hitowy film nie przyniósł jednak zadowalającej kariery Zernerowi, który – podsumowując – do 1987 zagrał zaledwie w dwóch filmach i dwóch serialach telewizyjnych. Po zakończeniu swojej krótkiej kariery aktorskiej, Lawrence został prawnikiem. 9 lipca 2007 roku wygrał dwieście pięćdziesiąt tysięcy dolarów w programie tv 1 vs. 100. Obecnie mieszka w Kalifornii. W 2013 wrócił do aktorstwa; pojawił się w niezależnych filmach Knights of Badassdom i Found.